# 豊田健次
豊田 健次（とよだ けんじ、1936年 - ）は、日本の編集者。

## 略歴
東京生まれ。1964年早稲田大学文学部卒業。
1959年(昭和34年)文藝春秋社に入社し、『週刊文春』『文學界』『オール読物』編集部を経て、1976年から1979年まで『文學界』編集長、『別册文藝春秋』編集長、1979年より『オール読物』編集長、文春文庫部長、出版局長、取締役・出版総局長を経て、1999年退職。文藝春秋社友。長年、文学雑誌の編集者として直木賞受賞者との結びつきが強い。
新潮社の編集者だった中根駒十郎の孫娘と結婚（『文士のたたずまい』）。

## 著書・編書
- 『それぞれの芥川賞直木賞』（文春新書） 2004.2
- 『文士のたたずまい 私の文藝手帖』（ランダムハウス講談社） 2007.11
- 『白桃 - 野呂邦暢短篇選』（編、みすず書房、大人の本棚） 2011